# Lista de domínios do Google

## Domínio principal e domínios regionais
| Região                                    | ISO  | URL                                                                  | Data                    | Posição |
| ----------------------------------------- | ---- | -------------------------------------------------------------------- | ----------------------- | ------- |
| Mundial                                   | .com | http://www.google.com                                                | 15 de setembro de 1997  | 1       |
| Ascensão                                  | .ac  | http://www.google.ac                                                 | ?                       | 311948  |
| Andorra                                   | .ad  | http://www.google.ad                                                 | ?                       | 106701  |
| Emirados Árabes Unidos                    | .ae  | http://www.google.ae                                                 | ?                       | 360     |
| Afeganistão                               | .af  | http://www.google.com.af                                             | ?                       | 25668   |
| Antígua e Barbuda                         | .ag  | http://www.google.com.ag                                             | ?                       | 108498  |
| Anguila                                   | .ai  | http://www.google.com.ai                                             | ?                       | 189555  |
| Armênia                                   | .am  | http://www.google.am                                                 | ?                       | 9382    |
| Angola                                    | .ao  | http://www.google.it.ao                                              | ?                       | 9676    |
| Argentina                                 | .ar  | http://www.google.com.ar                                             | 8 de junho de 1999      | 133     |
| Samoa Americana                           | .as  | http://www.google.as                                                 | ?                       | 55143   |
| Áustria                                   | .at  | http://www.google.at                                                 | ?                       | 244     |
| Austrália                                 | .au  | http://www.google.com.au                                             | ?                       | 81      |
| Azerbaijão                                | .az  | http://www.google.az                                                 | ?                       | 973     |
| Bósnia e Herzegovina                      | .ba  | http://www.google.ba                                                 | ?                       | 2709    |
| Bangladesh                                | .bd  | http://www.google.com.bd                                             | ?                       | 1326    |
| Bélgica                                   | .be  | http://www.google.be                                                 | ?                       | 205     |
| Burquina Fasso                            | .bf  | http://www.google.bf                                                 | ?                       | 21299   |
| Bulgária                                  | .bg  | http://www.google.bg                                                 | ?                       | 866     |
| Bahrein                                   | .bh  | http://www.google.com.bh                                             | ?                       | 2696    |
| Burundi                                   | .bi  | http://www.google.bi                                                 | ?                       | 91080   |
| Benim                                     | .bj  | http://www.google.bj                                                 | ?                       | 13407   |
| Brunei                                    | .bn  | http://www.google.com.bn                                             | ?                       | 8865    |
| Bolívia                                   | .bo  | http://www.google.com.bo                                             | ?                       | 2047    |
| Brasil                                    | .br  | http://www.google.com.br                                             | 18 de maio de 1999      | 29      |
| Bahamas                                   | .bs  | http://www.google.bs                                                 | ?                       | 15796   |
| Botswana                                  | .bw  | http://www.google.co.bw                                              | ?                       | 15309   |
| Bielorrússia                              | .by  | http://www.google.com.by                                             | ?                       | 1512    |
| Belize                                    | .bz  | http://www.google.com.bz                                             | ?                       | 49838   |
| Canadá                                    | .ca  | http://www.google.ca                                                 | 3 de outubro de 2000    | 57      |
| Camboja                                   | .kh  | http://www.google.com.kh                                             | ?                       |         |
| Ilhas Cocos (Keeling)                     | .cc  | http://www.google.cc                                                 | ?                       | ?       |
| República Democrática do Congo            | .cd  | http://www.google.cd                                                 | ?                       | 8534    |
| República Centro-Africana                 | .cf  | http://www.google.cf                                                 | ?                       | 219347  |
| Catalunha                                 | .cat | http://www.google.cat                                                | ?                       | ?       |
| República do Congo                        | .cg  | http://www.google.cg                                                 | ?                       | 42731   |
| Suíça                                     | .ch  | http://www.google.ch                                                 | ?                       | 270     |
| Costa do Marfim                           | .ci  | http://www.google.ci                                                 | ?                       | 4845    |
| Ilhas Cook                                | .ck  | http://www.google.co.ck                                              | ?                       | 256913  |
| Chile                                     | .cl  | http://www.google.cl                                                 | 24 de agosto de 2006    | 316     |
| Camarões                                  | .cm  | http://www.google.cm                                                 | ?                       | 2805    |
| China                                     | .cn  | http://www.google.cn                                                 | 17 de março de 2003     | 92      |
| Colômbia                                  | .co  | http://www.google.com.co                                             | 23 de junho de 2003     | 227     |
| Costa Rica                                | .cr  | http://www.google.co.cr                                              | ?                       | 1597    |
| Cuba                                      | .cu  | http://www.google.com.cu                                             | ?                       | 2836    |
| Cabo Verde                                | .cv  | http://www.google.cv                                                 | ?                       | ?       |
| Chéquia                                   | .cz  | http://www.google.cz                                                 | ?                       | 630     |
| Alemanha                                  | .de  | http://www.google.de                                                 | ?                       | 17      |
| Djibuti                                   | .dj  | http://www.google.dj                                                 | ?                       | 72556   |
| Dinamarca                                 | .dk  | http://www.google.dk                                                 | 10 de janeiro de 1999   | 420     |
| Dominica                                  | .dm  | http://www.google.dm                                                 | ?                       | 184512  |
| República Dominicana                      | .do  | http://www.google.com.do                                             | ?                       | 955     |
| Argélia                                   | .dz  | http://www.google.dz                                                 | ?                       | 4178    |
| Equador                                   | .ec  | http://www.google.com.ec                                             | ?                       | 859     |
| Estónia                                   | .ee  | http://www.google.ee                                                 | ?                       | 3384    |
| Egito                                     | .eg  | http://www.google.com.eg                                             | ?                       | 140     |
| Espanha                                   | .es  | http://www.google.es                                                 | 16 de setembro de 2003  | 40      |
| Etiópia                                   | .et  | http://www.google.com.et                                             | ?                       | 4064    |
| Finlândia                                 | .fi  | http://www.google.fi                                                 | ?                       | 439     |
| Fiji                                      | .fj  | http://www.google.com.fj                                             | ?                       | 44257   |
| Estados Federados da Micronésia           | .fm  | http://www.google.fm                                                 | ?                       | 60259   |
| França                                    | .fr  | http://www.google.fr                                                 | 27 de julho de 2000     | 26      |
| Gabão                                     | .ga  | http://www.google.ga                                                 | ?                       | 37210   |
| Geórgia                                   | .ge  | http://www.google.ge                                                 | ?                       | 11329   |
| Guiana Francesa                           | .gf  | http://www.google.gf                                                 | ?                       | ?       |
| Guernsey                                  | .gg  | http://www.google.gg                                                 | ?                       | 86913   |
| Gana                                      | .gh  | http://www.google.com.gh                                             | ?                       | 4416    |
| Gibraltar                                 | .gi  | http://www.google.com.gi                                             | ?                       | 17025   |
| Gronelândia                               | .gl  | http://www.google.gl                                                 | ?                       | 122651  |
| Gâmbia                                    | .gm  | http://www.google.gm                                                 | ?                       | 211684  |
| Guadalupe                                 | .gp  | http://www.google.gp                                                 | ?                       | 96374   |
| Grécia                                    | .gr  | http://www.google.gr                                                 | ?                       | 229     |
| Guatemala                                 | .gt  | http://www.google.com.gt                                             | ?                       | 1461    |
| Guiana                                    | .gy  | http://www.google.gy                                                 | ?                       | 54738   |
| Hong Kong                                 | .hk  | http://www.google.com.hk                                             | ?                       | 18      |
| Honduras                                  | .hn  | http://www.google.hn                                                 | ?                       | 4160    |
| Croácia                                   | .hr  | http://www.google.hr                                                 | ?                       | 1037    |
| Haiti                                     | .ht  | http://www.google.ht                                                 | ?                       | 13319   |
| Hungria                                   | .hu  | http://www.google.hu                                                 | ?                       | ?       |
| Indonésia                                 | .id  | http://www.google.co.id                                              | ?                       | 76      |
| Iraque                                    | .iq  | http://www.google.iq                                                 | ?                       |         |
| Irlanda                                   | .ie  | http://www.google.ie                                                 | ?                       | 406     |
| Israel                                    | .il  | http://www.google.co.il                                              | ?                       | 486     |
| Ilha de Man                               | .im  | http://www.google.im                                                 | ?                       | 247726  |
| Índia                                     | .in  | http://www.google.co.in                                              | ?                       | 14      |
| Território Britânico do Oceano Índico     | .io  | http://www.google.io                                                 | ?                       | ?       |
| Islândia                                  | .is  | http://www.google.is                                                 | ?                       | 10501   |
| Itália                                    | .it  | http://www.google.it                                                 | 10 de dezembro de 1999  | 33      |
| Jersey                                    | .je  | http://www.google.je                                                 | ?                       | 148523  |
| Jamaica                                   | .jm  | http://www.google.com.jm                                             | ?                       | 9911    |
| Jordânia                                  | .jo  | http://www.google.jo                                                 | ?                       | 2686    |
| Japão                                     | .jp  | http://www.google.co.jp                                              | 22 de março de 2001     | 27      |
| Quênia                                    | .ke  | http://www.google.co.ke                                              | ?                       | 1379    |
| Kiribati                                  | .ki  | http://www.google.ki                                                 | ?                       | 206569  |
| Quirguistão                               | .kg  | http://www.google.kg                                                 | ?                       | 19842   |
| Coreia do Sul                             | .kr  | http://www.google.co.kr                                              | ?                       | 519     |
| Kuwait                                    | .kw  | http://www.google.com.kw                                             | ?                       | 679     |
| Cazaquistão                               | .kz  | http://www.google.kz                                                 | ?                       | 1184    |
| Laos                                      | .la  | http://www.google.la                                                 | ?                       | 25621   |
| Líbano                                    | .lb  | http://www.google.com.lb                                             | ?                       | 3861    |
| Santa Lúcia                               | .lc  | https://web.archive.org/web/20100310011959/http://www.google.com.lc/ | ?                       | ?       |
| Liechtenstein                             | .li  | http://www.google.li                                                 | ?                       | 43478   |
| Sri Lanka                                 | .lk  | http://www.google.lk                                                 | ?                       | 863     |
| Lesoto                                    | .ls  | http://www.google.co.ls                                              | ?                       | 93455   |
| Lituânia                                  | .lt  | http://www.google.lt                                                 | ?                       | 1264    |
| Luxemburgo                                | .lu  | http://www.google.lu                                                 | ?                       | 4221    |
| Letônia                                   | .lv  | http://www.google.lv                                                 | ?                       | 2636    |
| Líbia                                     | .ly  | http://www.google.com.ly                                             | ?                       | 845     |
| Marrocos                                  | .ma  | http://www.google.co.ma                                              | ?                       | 676     |
| Moldávia                                  | .md  | http://www.google.md                                                 | ?                       | 14210   |
| Montenegro                                | .me  | http://www.google.me                                                 | ?                       | 162003  |
| Madagáscar                                | .mg  | http://www.google.mg                                                 | ?                       | 5330    |
| Macedônia do Norte                        | .mk  | http://www.google.mk                                                 | ?                       | 42715   |
| Mali                                      | .ml  | http://www.google.ml                                                 | ?                       | 22568   |
| Mongólia                                  | .mn  | http://www.google.mn                                                 | ?                       | 14532   |
| Monserrate                                | .ms  | http://www.google.ms                                                 | ?                       | 298779  |
| Malta                                     | .mt  | http://www.google.com.mt                                             | ?                       | 15030   |
| Ilhas Maurícias                           | .mu  | http://www.google.mu                                                 | ?                       | 8520    |
| Maldivas                                  | .mv  | http://www.google.mv                                                 | ?                       | 58249   |
| Malawi                                    | .mw  | http://www.google.mw                                                 | ?                       | 85990   |
| México                                    | .mx  | http://www.google.com.mx                                             | 24 de fevereiro de 2003 | 50      |
| Malásia                                   | .my  | http://www.google.com.my                                             | ?                       | 234     |
| Moçambique                                | .mz  | http://www.google.co.mz                                              | ?                       | 12231   |
| Namíbia                                   | .na  | http://www.google.com.na                                             | ?                       | 14327   |
| Níger                                     | .ne  | http://www.google.ne                                                 | ?                       | 51621   |
| Ilha Norfolk                              | .nf  | http://www.google.com.nf                                             | ?                       | 509301  |
| Nigéria                                   | .ng  | http://www.google.com.ng                                             | ?                       | 350     |
| Nicarágua                                 | .ni  | http://www.google.com.ni                                             | ?                       | 6547    |
| Países Baixos                             | .nl  | http://www.google.nl                                                 | ?                       | 109     |
| Noruega                                   | .no  | http://www.google.no                                                 | ?                       | 457     |
| Nepal                                     | .np  | http://www.google.com.np                                             | ?                       | 4300    |
| Nauru                                     | .nr  | http://www.google.nr                                                 | ?                       | 114051  |
| Niue                                      | .nu  | http://www.google.nu                                                 | ?                       | 467773  |
| Nova Zelândia                             | .nz  | http://www.google.co.nz                                              | ?                       | 705     |
| Omã                                       | .om  | http://www.google.com.om                                             | ?                       | 1398    |
| Panamá                                    | .pa  | http://www.google.com.pa                                             | ?                       | 12879   |
| Peru                                      | .pe  | http://www.google.com.pe                                             | ?                       | 309     |
| Filipinas                                 | .ph  | http://www.google.com.ph                                             | 2003                    | 353     |
| Paquistão                                 | .pk  | http://www.google.com.pk                                             | ?                       | 155     |
| Pitcairn                                  | .pn  | http://www.google.pn                                                 | ?                       | 304252  |
| Porto Rico                                | .pr  | http://www.google.com.pr                                             | ?                       | 1824    |
| Palestina                                 | .ps  | http://www.google.ps                                                 | ?                       | 12039   |
| Portugal                                  | .pt  | http://www.google.pt                                                 | ?                       | 310     |
| Paraguai                                  | .py  | http://www.google.com.py                                             | ?                       | 3706    |
| Catar                                     | .qa  | http://www.google.com.qa                                             | ?                       | 837     |
| Roménia                                   | .ro  | http://www.google.ro                                                 | 12 de fevereiro de 2004 | 273     |
| Sérvia                                    | .rs  | http://www.google.rs                                                 | 10 de março de 2008     | 3314    |
| Rússia                                    | .ru  | http://www.google.ru                                                 | ?                       | 51      |
| Ruanda                                    | .rw  | http://www.google.rw                                                 | ?                       | 40084   |
| Arábia Saudita                            | .sa  | http://www.google.com.sa                                             | 11 de janeiro de 2004   | 98      |
| Ilhas Salomão                             | .sb  | http://www.google.com.sb                                             | ?                       | 182876  |
| Seicheles                                 | .sc  | http://www.google.sc                                                 | ?                       | 74429   |
| Suécia                                    | .se  | http://www.google.se                                                 | ?                       | 239     |
| Singapura                                 | .sg  | http://www.google.com.sg                                             | ?                       | 407     |
| Santa Helena, Ascensão e Tristão da Cunha | .sh  | http://www.google.sh                                                 | ?                       | 337132  |
| Eslovênia                                 | .si  | http://www.google.si                                                 | ?                       | 1557    |
| Eslováquia                                | .sk  | http://www.google.sk                                                 | ?                       | 753     |
| Serra Leoa                                | .sl  | http://www.google.com.sl                                             | ?                       | 482449  |
| Senegal                                   | .sn  | http://www.google.sn                                                 | ?                       | 7040    |
| San Marino                                | .sm  | http://www.google.sm                                                 | ?                       | 207534  |
| Somália                                   | .so  | http://www.google.so                                                 | ?                       | ?       |
| São Tomé e Príncipe                       | .st  | http://www.google.st                                                 | ?                       | 377717  |
| El Salvador                               | .sv  | http://www.google.com.sv                                             | ?                       | 2141    |
| Chade                                     | .td  | http://www.google.td                                                 | ?                       | 51121   |
| Togo                                      | .tg  | http://www.google.tg                                                 | ?                       | 53544   |
| Tailândia                                 | .th  | http://www.google.co.th                                              | ?                       | 145     |
| Toquelau                                  | .tk  | http://www.google.tk                                                 | ?                       | 271130  |
| Timor-Leste                               | .tl  | http://www.google.tl                                                 | ?                       | 340533  |
| Turquemenistão                            | .tm  | http://www.google.tm                                                 | ?                       | 64623   |
| Tonga                                     | .to  | http://www.google.to                                                 | ?                       | 138210  |
| Tunísia                                   | .tn  | http://www.google.com.tn                                             | 21 de março de 2011     | 1497    |
| Turquia                                   | .tr  | http://www.google.com.tr                                             | 23 de agosto de 2001    | 82      |
| Trinidad e Tobago                         | .tt  | http://www.google.tt                                                 | ?                       | 5499    |
| Taiwan                                    | .tw  | http://www.google.com.tw                                             | ?                       | 331     |
| Tanzânia                                  | .tz  | http://www.google.co.tz                                              | ?                       | 5932    |
| Ucrânia                                   | .ua  | http://www.google.com.ua                                             | ?                       | 303     |
| Uganda                                    | .ug  | http://www.google.co.ug                                              | ?                       | 3438    |
| Reino Unido                               | .uk  | http://www.google.co.uk                                              | 14 de fevereiro de 1999 | 21      |
| Estados Unidos                            | .us  | http://www.google.us                                                 | ?                       | ?       |
| Uruguai                                   | .uy  | http://www.google.com.uy                                             | ?                       | 2207    |
| Uzbequistão                               | .uz  | http://www.google.co.uz                                              | ?                       | 13533   |
| São Vicente e Granadinas                  | .vc  | http://www.google.com.vc                                             | ?                       | 71511   |
| Venezuela                                 | .ve  | http://www.google.co.ve                                              | 6 de março de 2003      | 201     |
| Ilhas Virgens Britânicas                  | .vg  | http://www.google.vg                                                 | ?                       | 118579  |
| Ilhas Virgens Americanas                  | .vi  | http://www.google.co.vi                                              | ?                       | 120189  |
| Vietname                                  | .vn  | http://www.google.com.vn                                             | 24 de abril de 2003     | 235     |
| Vanuatu                                   | .vu  | http://www.google.vu                                                 | ?                       | 124715  |
| Samoa                                     | .ws  | http://www.google.ws                                                 | ?                       | 267214  |
| África do Sul                             | .za  | http://www.google.co.za                                              | ?                       | 156     |
| Zâmbia                                    | .zm  | http://www.google.co.zm                                              | ?                       | 23354   |
| Zimbabwe                                  | .zw  | http://www.google.co.zw                                              | ?                       | 28388   |

## Domínios não-regionais
| Marca        | ISO  | URL                                                               | Data                 | Posição                      |
| ------------ | ---- | ----------------------------------------------------------------- | -------------------- | ---------------------------- |
| AdWords      | .net | http://AdWords.net                                                | ?                    | ?                            |
| AdSense      | .com | http://AdSense.com                                                | ?                    | ?                            |
| Picasa       | .com | http://Picasa.com                                                 | ?                    | ?                            |
| Android      | .com | https://android.com                                               | ?                    | ?                            |
| Sketchup     | .com | http://Sketchup.com                                               | ?                    | ?                            |
| Panoramio    | .com | http://panoramio.com                                              | ?                    | ?                            |
| FeedBurner   | .com | http://FeedBurner.com                                             | ?                    | ?                            |
| DoubleClick  | .com | http://DoubleClick.com                                            | ?                    | ?                            |
| iGoogle      | .com | http://igoogle.com                                                | ?                    | ?                            |
| Froogle      | .com | http://froogle.com                                                | ?                    | ?                            |
| YouTube      | .com | https://youtube.com                                               | ?                    | ?                            |
| Google Earth | .com | http://keyhole.com                                                | ?                    | ?                            |
| Blogger      | .com | http://blogger.com                                                | ?                    | ?                            |
| Blogger      | .com | http://blogspot.com                                               | ?                    | ?                            |
| Google       | .com | https://web.archive.org/web/20121207092558/http://like.com/       | ?                    | ?                            |
| Google.org   | .org | http://google.org                                                 | ?                    | 6297                         |
| Google       | .net | http://google.net                                                 | ?                    | ?                            |
| Google       | .net | https://web.archive.org/web/20130819201021/http://1e100.net/      | ?                    | 2888 (Alexa 24-Janeiro-2012) |
| Google       | .com | https://web.archive.org/web/20090107122119/http://466453.com/     | 7 de janeiro de 2000 | ?                            |
| Google       | .com | https://web.archive.org/web/20090105234540/http://googlebot.com/  | ?                    | 6297 (Alexa 24-Janeiro-2012) |
| Google       | .com | http://gooogle.com                                                | ?                    | ?                            |
| Google       | .com | http://gogle.com                                                  | ?                    | ?                            |
| Google       | .com | http://gogole.com                                                 | ?                    | ?                            |
| Google       | .com | http://goolge.com                                                 | ?                    | ?                            |
| Google       | .com | http://googel.com                                                 | ?                    | ?                            |
| Google       | .com | https://web.archive.org/web/20080517075204/http://www.googil.com/ | ?                    | ?                            |
| Google       | .com | https://web.archive.org/web/20090105155834/http://googlr.com/     | ?                    | ?                            |
| g.co         | .co  | http://g.co                                                       | ?                    | ?                            |
| Google       | .com | https://web.archive.org/web/20130809031447/http://ggpht.com/      | ?                    | ?                            |

1. 1 2  Data de lançamento
2. ↑  «Alexa Global Top 500 Traffic Rank» (em inglês). Word ranking according to Alexa Internet. Alexa.com. Consultado em 29 de outubro de 2010
3. ↑  «1e100 is scientific notation for 1 googol» 🔗 (em inglês). 1e100 is a Google-owned domain name used to identify the servers in their network. Google.com
4. ↑  «466453 is GOOGLE spelled with the numeric phone keys» (em inglês). 466453.com is a Google-owned domain name used by their SMS system. Google.com